# Antony Costa
Antony Daniel Costa, występujący też pod pseudonimem Ant (ur. 23 czerwca 1981 r. w Edgware) – brytyjski piosenkarz i aktor, jeden z wokalistów boysbandu Blue.

## Życiorys

### Wczesne lata
Urodzony w Edgware w północnym Londynie, Costa uczęszczał do Hendon School w Barnet, także w północno-zachodnim Londynie. Jego ojciec jest Grekiem lub Cypryjczykiem, a jego matka jest Żydówką. Przez pewien czas uczęszczał do American Academy w Larnace zanim znowu przeprowadził się do Anglii. Ma siostrę Natalie i brat Louisa, który zaistniał w The X Factor 3 września 2011 i który występował również w popowym zespole Chase z byłym członkiem S Club 8, Jayem Asforisem.

## Kariera
Jedną z pierwszych ról telewizyjnych Costy był udział w serialu Stevena Moffata – Chalk. Następnie wziął udział w dziecięcym show BBC – Grange Hill.

### Blue
W roku 2000, Antony, razem z Duncan Jamesem, Lee Ryanem i Simonem Webbe, założył popową grupę Blue. Blue osiągnęło ogromny sukces w Wielkiej Brytanii i wielu innych państwach, takich jak Portugalia, Belgia, Włochy, Egipt, Australia oraz Nowa Zelandia. Od maja 2001 r., kiedy ukazał się singiel "All Rise", aż do 2004, kiedy wypuszczony został ostatni utwór Blue "Curtain Falls", aż jedenaście piosenek grupy dotarło do pierwszej dziesiątki listy przebojów Wielkiej Brytanii, a trzy z nich dostały się na sam szczyt.
28 kwietnia 2009 roku, Blue ogłosiło reformację zespołu, a także zagranie kilku koncertów. Poinformowali również, że rozpoczęli nagrywanie nowego albumu studyjnego.

### Kariera solowa
W 2004 roku, Costa, razem z wokalistą Peterem André, miał możliwość spotkać się z premierem Tonym Blairem podczas uroczystości przy wejściu dziesięciu nowych członków Unii Europejskiej, które obejmowały Cypr. W 2005 roku był uczestnikiem I'm a Celebrity... Get Me Out Of Here! i został wyrzucony z programu w dniu 3 grudnia 2005, po czternastu dniach.
Costa wydał swój debiutancki, solowy singiel o nazwie "Do You Ever Think of Me" w lutym 2006 roku. Singiel uplasował się na dziewiętnastym miejscu na UK Singles Chart. W 2006 wziął udział w eliminacjach mających na celu wyłonienie reprezentanta dla Wielkiej Brytanii w Eurowizji, ale nie wygrał z utworem "It's a Beautiful Thing"
W czerwcu 2006 roku Costa pozował nago dla magazynu Cosmopolitan, obok innych gwiazd, w tym wokalisty Ronana Keatinga, aktora Danny'ego Dyera, i prezentera telewizyjnego Craiga Doyle.
Debiutancki album Costy, Heart Full of Soul został wydany w dniu 3 lipca 2006 w Wielkiej Brytanii i Irlandii. Album nie odniósł sukcesu i został następnie opuszczony przez swoją wytwórnie, Records Globe.
W 2011 roku zjednoczył się z boysbandem Blue i wraz z pozostałymi wokalistami reprezentował Wielką Brytanię w 56. Konkursie Piosenki Eurowizji, zajmując jedenaste miejsce w finale z utworem „I Can”.

### Inne prace
Od 10 kwietnia 2006, Costa grał główną rolę Mickey Johnstone w londyńskim musicalu Blood Brothers, wyreżyserowanym i wyprodukowanym przez Billa Kenwrighta, jego kontrakt zakończył się lutego 2007 roku. Od marca, Costa koncertował w Wielkiej Brytanii w jubileuszowej trasie Boogie Nights. Costa miał swoją pierwszą solową trasę koncertową w Wielkiej Brytanii w lutym i marcu 2008 roku, wykonywał utwory ze swojego debiutanckiego albumu. Jego trasa po Wielkiej Brytanii rozpoczęła się 16 lutego 2008 w The Brindley, w Runcorn i zakończyła 26 marca 2008 w Barrow-in-Furness. Pod koniec 2008 roku wzorował się na Giorgio Armanim.
Costa pojawił się dwa razy na antenie BBC w quizie Never Mind the Buzzcocks w 2006 i 2008 roku.

### Życie prywatne
10 marca 2004 roku jego była narzeczona, Lucy Bolster, urodziła swoje pierwsze dziecko Emilie Olivia w Enfield w północnym Londynie.

## Dyskografia

### Albumy solowe
- Heart Full of Soul (2006)